# Гемикорпорэктомия
Гемикорпорэктомия, также транслюмбарная ампутация, — хирургическая операция удаления таза вместе с нижними конечностями.
Из-за калечащего характера и высокой сложности как самой операции, так и послеоперационной реабилитации, применяется редко. По состоянию на 2008 год в медицинской литературе описано 57 случаев гемикорпорэктомии. Показаниями к применению могут быть злокачественные опухоли тазовой области; стойкая параплегия нижних конечностей, сопровождающаяся пролежневыми язвами и не поддающимся медикаментозному лечению остеомиелитом; серьёзные травмы с раздроблением таза.
Методика операции разработана Фредериком Эвертом Кределем (англ. Frederick Evert Kredel) в 1950 году. Гемикорпорэктомию на человеке впервые выполнил Кеннеди (англ.  С. S. Kennedy) в 1960 году, однако пациент умер от отёка лёгких на 11-е сутки после операции. Долговременного выживания пациента впервые добился Ауст (англ. J. В. Aust) в 1961 году.
Обычно гемикорпорэктомия выполняется в два этапа. На первом этапе создаются искусственные каналы для вывода мочи и каловых масс. Второй этап — удаление таза и нижних конечностей путём экзартикуляции позвоночника в поясничном отделе с сопутствующим рассечением аорты, нижней полой вены и спинного мозга.

## Комментарии
1. ↑  Комбинация греческих и латинских морфем: греч. hemi- = полу-; лат. corpus, corporis = тело; греч. ektome = вырезание, иссечение. Буквально: «удаление половины тела».
2. ↑  Разумеется, фактически выполненных операций больше.
3. ↑  Параплегия — одновременный паралич пары конечностей (верхних или нижних).
4. ↑  Экзартикуляция — отсечение по суставной щели без распиливания кости.